# Damocles Point
Der Damocles Point ist eine Landspitze an der Ostküste der westantarktischen Alexander-I.-Insel. Sie liegt 5 km ostsüdöstlich des Südgipfels von Mount Tyrrell. Es ist gekennzeichnet durch einen Felsvorsprung auf Meereshöhe, der von einem 60 m hohen Eiskliff überragt wird.
Erste Luftaufnahmen entstanden 1937 bei der British Graham Land Expedition unter der Leitung des australischen Polarforschers John Rymill. Der Falkland Islands Dependencies Survey nahm 1948 Vermessungen vor. Namensgebend ist eine Stelle, an der geologische Proben entnommen wurden und deren überhängende Klippe an die Geschichte vom Damoklesschwert erinnerte.